# Нгвеньяма, Нокутула
Нокутула Нгвеньяма (англ. Nokuthula Ngwenyama; род. 16 июня 1976) — американская альтистка.

## Биография
Дочь иммигрантов из Японии и Зимбабве, познакомившихся в Калифорнии. В детстве училась игре на фортепиано и скрипке, с 12 лет перешла на альт. В 1993 году выиграла Международный конкурс альтистов имени Примроуза (с 2005 года его директор). Училась в Кёртисовском институте, затем в Парижской консерватории. Одновременно с занятиями музыкой изучала традиционные религии Азии и Африки в Гарвардском университете, получив в 2002 году магистерскую степень. В 1998 году получила поощрительный грант Премии Эвери Фишера.
Нгвеньяма гастролировала в Канаде, Франции, Польше, Японии, Китае, выступает на ведущих концертных площадках США. Среди осуществлённых ею премьер — соната для альта и фортепиано Байрона Адамса. Записи Нгвеньяма включают партиты Иоганна Себастьяна Баха, произведения Антона Рубинштейна, Эдварда Грига, Клода Дебюсси.